# Kiss Me, Kill Me
Kiss Me, Kill Me è un film del 2015 diretto da Casper Andreas.

## Trama
Durante una festa di compleanno, Dusty scopre che il compagno Stephen ha una storia segreta con un altro uomo. Umiliato, Dusty abbandona la festa ma, dopo aver raggiunto un negozio di alimentari, vede un lampo e sviene.